# Illés Iván
Illés Iván (1942, Kolozsvár – 2017, Budapest) közgazdász.

## Élete
Illés Iván egyetemi tanulmányait a Marx Károly Közgazdaságtudományi Egyetemen végezte, ahol 1967-ben szerzett doktori fokozatot. Szakmai pályafutását regionális tervezőként kezdte a Városépítési Kutatóintézetben, majd 1968-tól a rendszerváltozásig az Országos Tervhivatalban (OT), 1984-től az OT Tervgazdasági Intézet igazgatóhelyetteseként, illetve megbízott igazgatójaként tevékenykedett. 1990-től az OT Tervgazdasági Intézet Gazdaságpolitikai és Tervezési Intézet néven működött tovább, ahol szintén igazgatóhelyettesként dolgozott. 1991 és 1997 között az MTA Regionális Kutatóközpont (MTA RKK) főigazgatója volt. A MTA RKK ezekben az években vált a hazai regionális kutatások megkerülhetetlen intézményévé. Illés Iván szakmai vezetésével dolgozták ki az első területfejlesztési törvény koncepcióját, valamint az 1968. évi Országos Területfejlesztési Koncepciót. Elsőként foglalta egyetemi jegyzetbe a regionális gazdaságtan alapelveit és meghatározó elméleteit. Ezen műve eligazító jellegű volt a kilencvenes évek elején megindult regionális tudományi stúdiumokhoz.
1997-ben kandidátusi fokozatot, 2000-ben MTA doktori címet szerzett.
1997–2000 között a Német Szövetségi Építési és Területfejlesztési Hivatal (BBR) tanácsadója lett, ahol Kelet-Közép-Európa térségi folyamataival foglalkozott, s ezen munkássága indította meg a nagytérségre fókuszáló magyar kutatásokat. Hazatérve az MTA RKK tudományos tanácsadója, majd 2013-tól kutató professor emeritusa. Munkássága ebben az időszakban az európai regionális politikára irányult, annak itthoni adaptációinak elemzésére. Intenzíven oktatott az ELTE, a BME és a Miskolci Egyetem keretében, ahol egyetemi tanári kinevezést kapott. Oktatói munkásságának eredménye a regionális gazdaságtan alapozó részdiszciplína bázisainak megújítása és több, a regionális tudományi képzéshez szükséges tananyag igényes összeállítása.
2017. szeptember 22-én, 75 éves korában hunyt el.

## Emlékezete
Illés Iván születésének 80. évfordulója alkalmából a Publikon Kiadó megjelentette "A regionalizmus - Az elmélettől a gyakorlatig" című kötetet, melyben volt munkatársai és tanítványai az általa inspirált kutatások eredményeit, valamint személyre, munkásságára emlékező tanulmányokat tettek közzé. A kötetet Pálné Kovács Ilona és Nemes Nagy József szerkesztették. Az MTA Közgazdaság- és Regionális Tudományi Kutatóközpont a kötet megjelenése alkalmából emlékülést szervezett.

## Válogatott publikációk[3]
- Regionalizáció és megyerendszer, In: Európában a megye. "A megye és a középszint jövőképei". Előadások és hozzászólások a 2007. okt.18-19-i pécsi konferencián. Szerk. Pálné Kovács I. Pécs, Baranya Megyei Önkormányzat. 2008. 792, pp. 11–18.
- Visions and Strategies in the Carpathian Area (VASICA)., Pécs: Centre for Regional Studies of Hungarian Academy of Sciences. (Discussion Papers Special). 2008. pp. 1–118
- Regionális Gazdaságtan – területfejlesztés, Budapest, Typotex Kiadó. (Baccalaureus Scientiae Tankönyvek). 2007. pp. 1–262.
- A területi szerkezet átalakulása Délkelet-Európában, In: A Balkán és Magyarország. Váltás a külpolitikai gondolkodásban? Szerk. Glatz F. Budapest: MTA Társadalomkutató Központ, Európa Intézet. (Magyarország az ezredfordulón. Stratégiai tanulmányok a Magyar Tudományos Akadémián I. Rendszerváltozás: piacgazdaság, társadalom, politika). 2007. pp. 205–218.
- Transformation of the spatial structures in Southeast Europe, In: Southeast-Europe: State Borders, Cross-Border Relations, Spatial Structures. Eds. Z. Hajdú, I. Illés, Z. Raffay. Pécs: Centre for Regional Studies, Hungarian Academy of Sciences. 2006. pp. 45–58.
- Regionális politika Európában és Magyarországon, In: Jubileumi évkönyv 1996–2006. Fel.szerk: Forgács I. Budapest: Nemzeti Fejlesztési Hivatal Európai Integrációs Iroda. 2005. pp. 119–141.
- A területfejlesztési politika eszközei, In: Társadalom- és gazdaságföldrajzi tanulmányok. 100 éve született Mendöl Tibor. Emlékkötet. Szerk.: Perczel Gy., Szabó Sz. Budapest, Trefort Kiadó. 2005. pp. 57–67.
- Önkormányzati finanszírozás és adózás nemzetközi összevetésben., In: Félúton. Tanulmányok a helyi önkormányzatok finanszírozási rendszerének továbbfejlesztési lehetőségeiről. Szerk: Vigvári A. Budapest: Belügyminisztérium IDEA Programja, Települési Önkormányzatok Országos Szövetsége. 2004. pp. 21–46.
- A regionális támogatások rendszere Magyarországon és a továbbfejlesztés igényei., In: EU-tanulmányok I. kötet. Főszerk.: Inotai A. Budapest, Nemzeti Fejlesztési Hivatal. 2004. pp. 865–902.
- Borders and cross-border cooperation in the countries of Central and South-East Europe., In: The Region. Regional Development, Policy, Administration, E-Government. Eds: Gy. Enyedi, I. Tózsa. Budapest, Akadémiai Kiadó. (Transition, competitiveness and economic growth, 5.) 2004. pp. 192–208.